# Juniorallsvenskan (fotboll)
Juniorallsvenskan (fotboll) spelas med U19-lag, och är Sveriges toppdivision i fotboll för herrjuniorer. De 28 lagen är uppdelade i en norrgrupp och en södergrupp med 14 lag vardera, där de två bästa från varje grupp går till slutspel om svenska mästerskapet. De tre sämst placerade lagen i vardera serie åker ur, övriga stannar kvar.

## Svenska mästare U18
- 1982 - Malmö FF[1]
- 1983 - IFK Sundsvall[1]
- 1984 - Örebro SK[1]
- 1985 - IFK Eskilstuna[1]
- 1986 - IFK Göteborg[1]
- 1987 - IFK Göteborg[1]
- 1988 - IFK Göteborg[1]
- 1989 - IF Brommapojkarna[1]
- 1990 - Lundby IF[1]
- 1991 - IFK Norrköping[1]
- 1992 - Helsingborgs IF[1]
- 1993 - Malmö FF[1]
- 1994 - Djurgårdens IF[1]
- 1995 - Gunnilse IS[1]
- 1996 - IFK Göteborg[1]
- 1997 - IFK Göteborg[1]
- 1998 - Malmö FF[1]
- 1999 - IFK Göteborg[1]
- 2000 - Västra Frölunda IF[1]
- 2001 - Malmö FF[1]
- 2002 - Örgryte IS[1]
- 2003 - Djurgårdens IF[1]
- 2004 - AIK[1]
- 2005 - BK Häcken[1]
- 2006 - IF Brommapojkarna[1]
- 2007 - AIK[1]
- 2008 - IF Brommapojkarna[1]

## Svenska mästare (U19)
- 2009 - IF Elfsborg[1]
- 2010 - Malmö FF[1]
- 2011 - BK Häcken[1]
- 2012 - Halmstads BK[1]
- 2013 - IFK Göteborg[1]
- 2014 - BK Häcken[1]
- 2015 - IFK Göteborg[2]
- 2016 - Malmö FF[3]
- 2017 - IF Elfsborg
- 2018 - Hammarby IF Fotboll
- 2019 - IF Elfsborg
- 2020 - Inställd
- 2021 - IFK Göteborg
- 2022 - Hammarby IF
- 2023 - IFK Norrköping